# Culicoides rochemus
Culicoides rochemus är en tvåvingeart som beskrevs av Cambournac 1970. Culicoides rochemus ingår i släktet Culicoides och familjen svidknott.
Artens utbredningsområde är Portugal. Inga underarter finns listade i Catalogue of Life.